# 竹湖溪
竹湖溪，又名石門溪，位於台灣東部之縣市管河川，幹流長度6.00公里，流域面積10.60平方公里，分佈於台東縣長濱鄉。主流發源於長濱鄉寧埔村烏帽子山東南側，向東南流經石門巷，其後轉向東北東流，經南竹湖南側，最終於省道台11線石門橋東北側注入太平洋。